# Colo (Iowa)
Colo es una ciudad situada en el condado de Story, en el estado de Iowa, Estados Unidos. Según el censo de 2010 tenía una población de 876 habitantes.

## Geografía
Según la Oficina del Censo de los Estados Unidos, la localidad tiene un área total de 2,75 km², la totalidad de los cuales 2,75 km² corresponden a tierra firme.

## Demografía
Según el censo de 2010, había 876 personas residiendo en la localidad. La densidad de población era de 318,55 hab./km². Había 370 viviendas con una densidad media de 134,55 viviendas/km². El 98,63% de los habitantes eran blancos, el 0,34% afroamericanos, el 0,23% amerindios, el 0,34% de otras razas, y el 0,46% pertenecía a dos o más razas. El 0,91% de la población eran hispanos o latinos de cualquier raza.